# Jonathon Young
Jonathon Young (Richmond Hill, Ontario, 1973. május 8.) kanadai származású színész. Legismertebb szerepe Nikola Tesla a Sanctuary – Génrejtek című amerikai sci-fi-fantasy televíziós sorozatban.

## Karrier
Több televíziós sorozatban kapott szerepeket, mint az Eureka, a Csillagkapu: Atlantisz vagy a Végtelen határok, és olyan filmekben játszott, mint a Tűzvihar (1998), A köd (2005) és a The Score (2005), melynek forgatókönyvírója és rendezője is egyben. 2008 óta a Sanctuary – Génrejtek című televíziós sorozat visszatérő szereplője.
Young több színdarabban is játszott, és társtulajdonosa a vancouveri Electric Company Színháznak. A színészet mellett rendezője is a színház produkcióinak..

## Díjak, jelölések
Színészként többszörös Jessie-díjas művész, 2001-ben, 2002-ben színészként, 2003-ban színészi alakításáért, a forgatókönyvért és a díszletért (The Palace Grand), 2005-ben pedig színészi alakításáért nyerte el a díjat.
2009-ben Leo-díjra jelölték a Sanctuary – Génrejtek című sorozat Nagy felfedezések című epizódban nyújtott alakításáért.